# Lacul Mănăstirii
Lacul Mănăstirii (monument al naturii) cunoscut și sub denumirea de Lacul Gălășescu, este o arie protejată de interes național ce corespunde categoriei a III-a IUCN (rezervație naturală de tip mixt), situată în județul Argeș, pe teritoriul administrativ al comunei Rucăr.

## Descriere
Rezervația naturală declarată arie protejată prin Legea Nr.5 din 6 martie 2000, se află în partea de sud a Munților Făgăraș, (Șaua Gălășescului), în bazinul râul Doamnei-căladarea văii Gălășescului, la o altitudine de 2.168 m, și se întinde pe o suprafață de 0,60 hectare.
Aria naturală reprezintă un lac de origine glaciară, cu maluri stâncoase, acoperite pe alocuri cu vegetație (formată în cea mai mare parte cu mușchi), alimentat cu apă de un mic pârâu cu trei brațe. La ieșirea din lac se formează albia Văii Rele a Gălășescului, un afluent al râului Doamnei.